# 작은 반란군

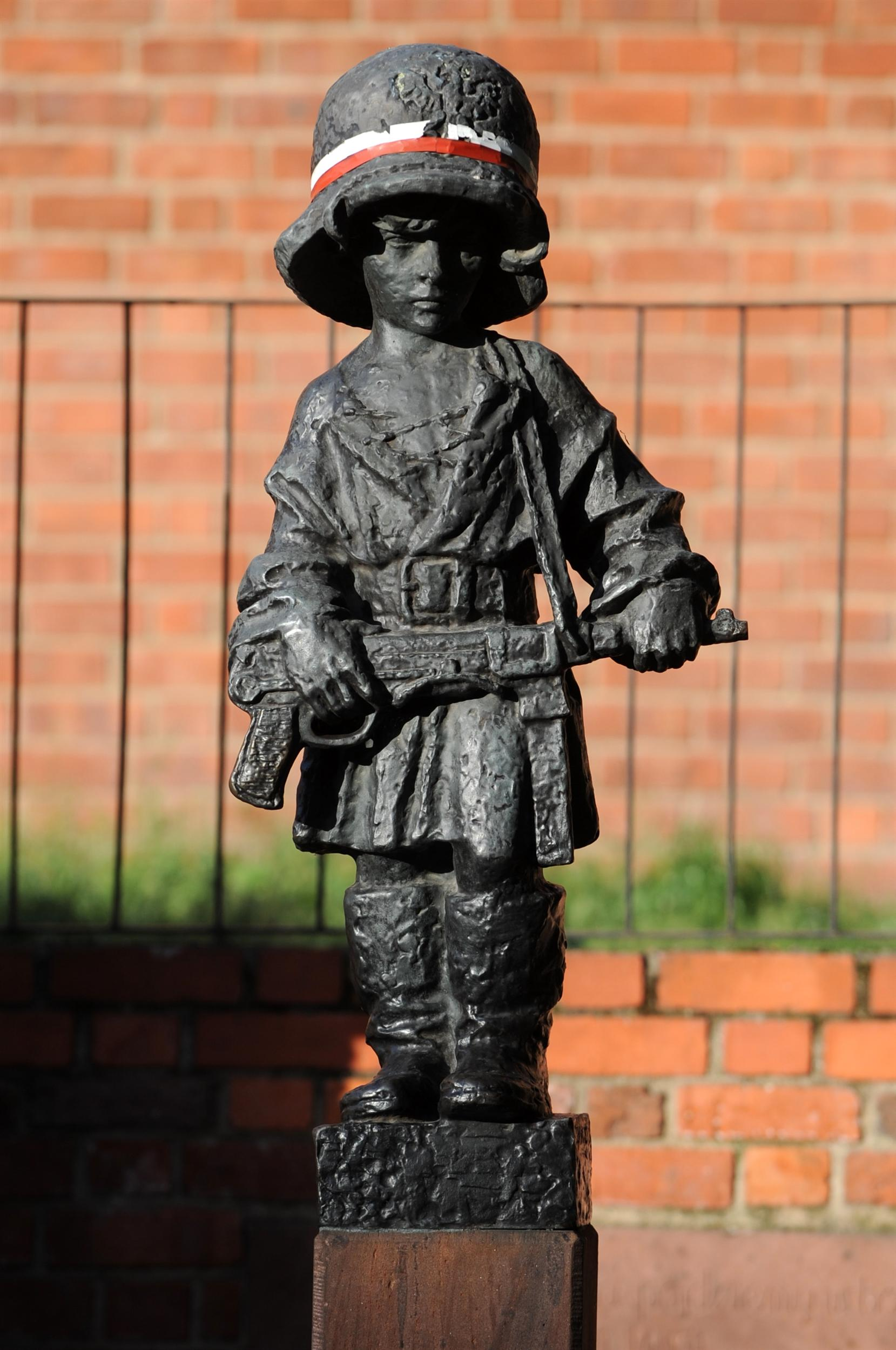
작은 반란군

작은 반란군(폴란드어: Mały Powstaniec)은 폴란드 마조프셰주 바르샤바에 있는 기념물이다. 1944년 바르샤바 봉기 당시 싸우다 죽은 소년병들을 기념하는 동상이다. 이 동상은 폴란드 바르샤바의 포드발레 거리, 바르샤바 방어벽 옆에 있다.
이 조각상은 머리에 비해 너무 큰 헬멧을 쓰고 기관단총을 든 어린 소년의 모습으로, 특정 어린이를 상징하는 것은 아니다. 헬멧과 기관단총은 봉기 당시 노획되어 점령군에 맞서 저항군에 의해 사용된 독일군의 장비를 본떠 만들어졌다.
예지 야르누스키에비츠가 1946년에 이 디자인을 제작했고, 수년간 작은 조각상 제작에 사용되다가 수십 년 후 기념물로 재탄생했다. 폴란드 스카우트가 조각상 제작에 필요한 모든 기금을 모았고, 1983년 10월 1일 예지 시비데르스키 교수가 공개했다.